# Ignace Crombé

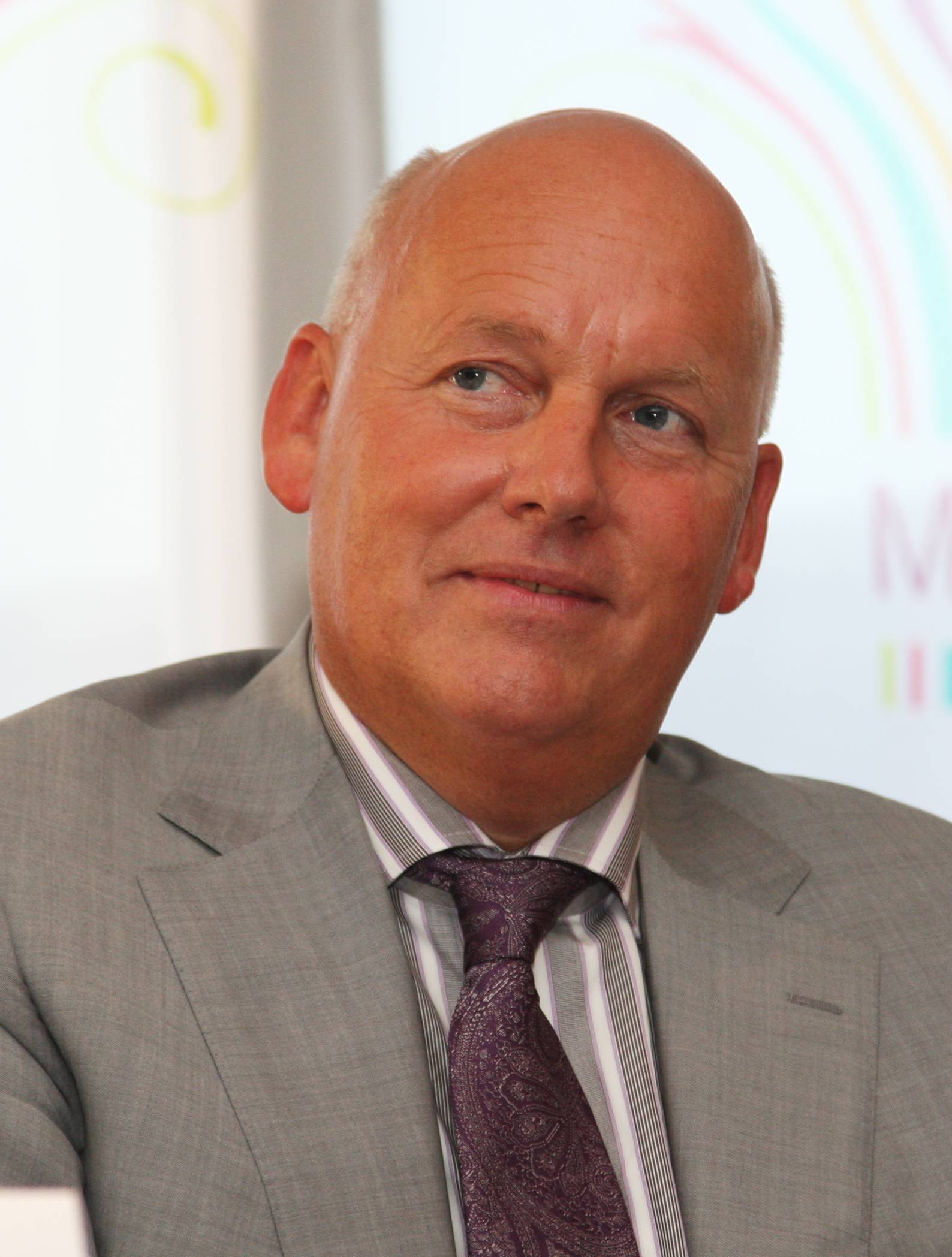
Ignace Crombé in 2009

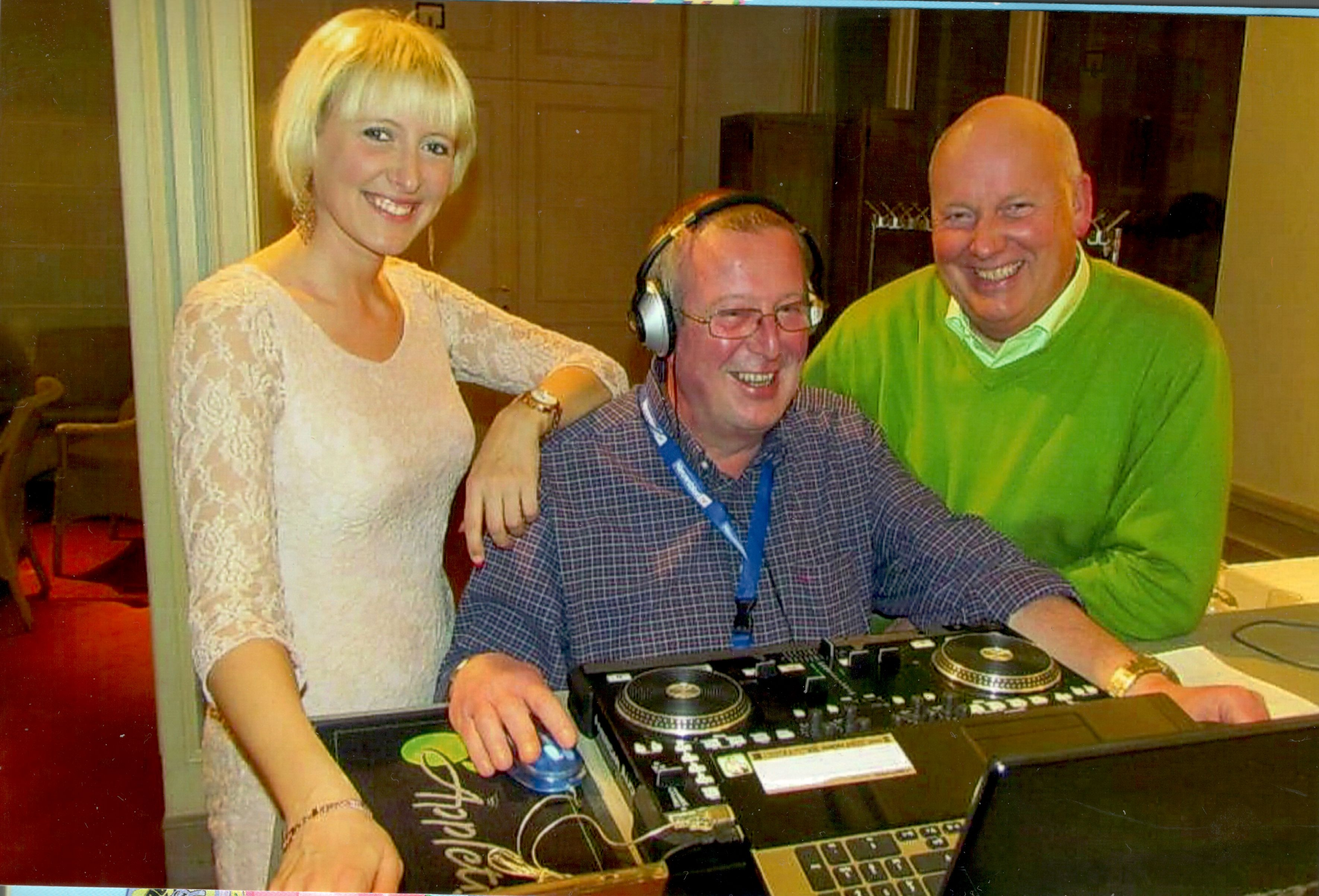
Patricia Govaerts, technieker Lieven Vandaele en Ignace Crombé te gast in 2013 bij Radio 19, Cortina te Wevelgem.

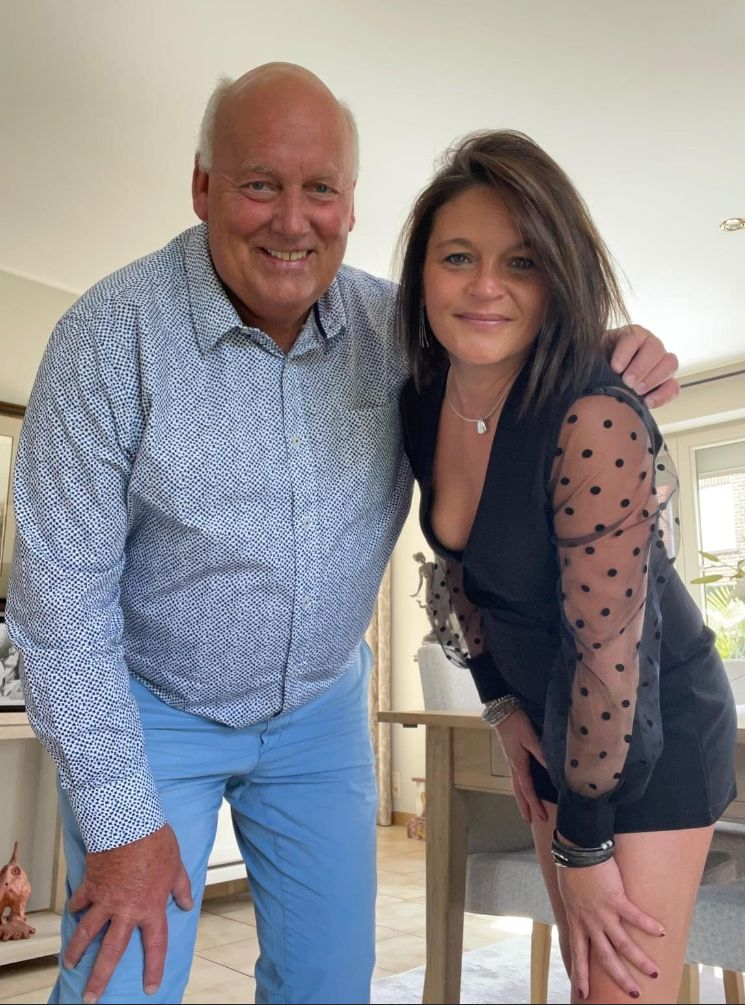
Ignace met vriendin Nathalie Vanderhaegen in 2022

Ignace Crombé (Lauwe, 21 november 1956 – Kortrijk, 9 augustus 2022) was een Vlaamse presentator en ondernemer, vooral bekend als oprichter en organisator van de Miss Belgian Beauty-verkiezingen.

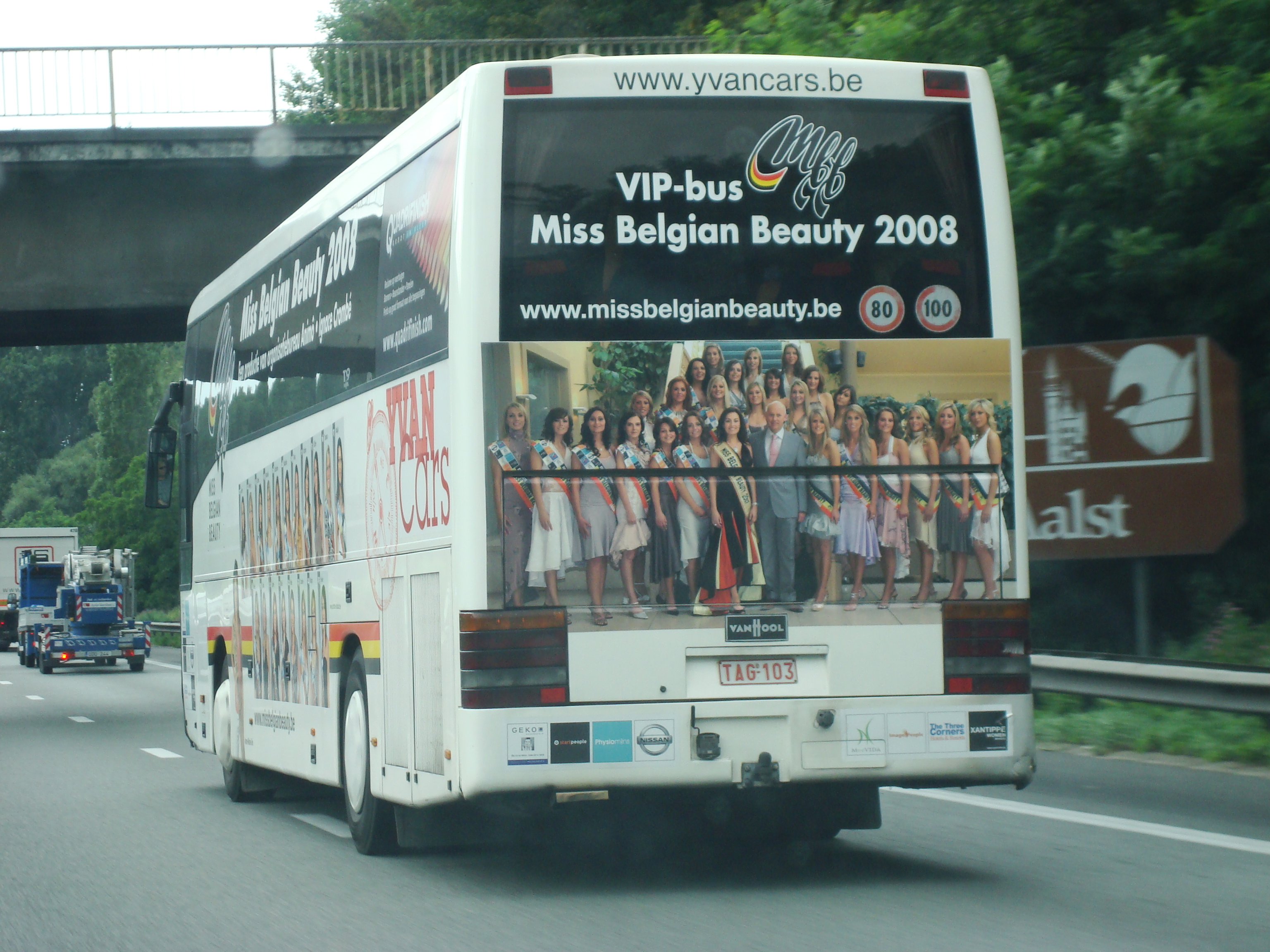
VIP-bus Miss Belgian Beauty verkiezing 2008 onderweg op E40

## Biografie

### Jeugd
Crombé studeerde marketing en was lange tijd actief als praeses in het West-Vlaamse studentenleven (studentenclub 't Distributeurke). Bij de firma De Witte-Lietaer was hij verantwoordelijk voor de organisatie van beurzen in binnen- en buitenland en voor de public relations met de groot-oppervlaktebedrijven. Begin jaren 80 presenteerde Crombé een studentenprogramma bij de Kortrijkse vrije radio – Radio Gemini – die voor hem een springplank betekende. In 1983 richtte hij zijn organisatiebureau Animô op.

### Miss Belgian Beauty en meer
Crombés carrière in de modellenwereld begon in 1987. Hij bezocht toen de Miss België-verkiezing die naar zijn gevoel "stuntelig" georganiseerd was. Crombé liet zich fotograferen met winnares Lynn Wesenbeek en stuurde de foto op naar De Streekkrant, waardoor zijn naamsbekendheid in Vlaanderen steeg. In 1990 woonde hij opnieuw de Miss België-verkiezing bij. Dankzij de winnares Anne De Baetzelier, een kennis van hem, wist hij organisator Cécile Müller ervan te overtuigen hem tot coproducent van het evenement te benoemen. Crombé deed hier de nodige ervaring op en startte in 1991 met zijn eigen missverkiezing, Miss Belgian Beauty.
Miss Belgian Beauty groeide uit tot de grote concurrent van de Miss België-verkiezing. Crombé bedacht onder meer het principe van de benoeming van de meters en peters van de kandidaten, voerde de wildcard in, organiseerde een promotoer met zijn finalisten waarbij alle badplaatsen werden aangedaan, liet de kandidaten campagne voeren als echte politici en zorgde telkenmale voor een uitverkocht Grand Casino Knokke voor zijn prestigieuze verkiezing. Hij organiseerde achttien edities van Miss Belgian Beauty.
Naast Miss Belgian Beauty organiseerde Crombé bedrijfsevenementen, privéfeesten en theaterproducties. Hij kon ook geboekt worden als presentator van kermissen en educatieve kindershows. 
In 2005 werd hij in Kortrijk bekroond als "Stadsfiguur", georganiseerd door de lezers van Het Nieuwsblad, Het Volk en luisteraars van Radio Be One.
Crombé had ook een standbeeld van zichzelf in de voortuin te Bissegem (ter ere van 15 jaar Miss Belgian Beauty). Het beeld werd in december 2008 gestolen, maar kwam daarna terecht. Het ging om een grap van stand-upcomedian Geert Hoste, die het kunstwerk met medeweten van Crombés ex-vrouw Miriam Jacques van de voortuin naar de garage had verplaatst.

### Politieke carrière
In 2000 stond Crombé nog op de Kortrijkse gemeenteraadslijst van zijn partij CD&V, de lijst van Stefaan De Clerck. Op een 32e plaats greep hij met 647 voorkeurstemmen naast een zetel in de raad.

## Privé

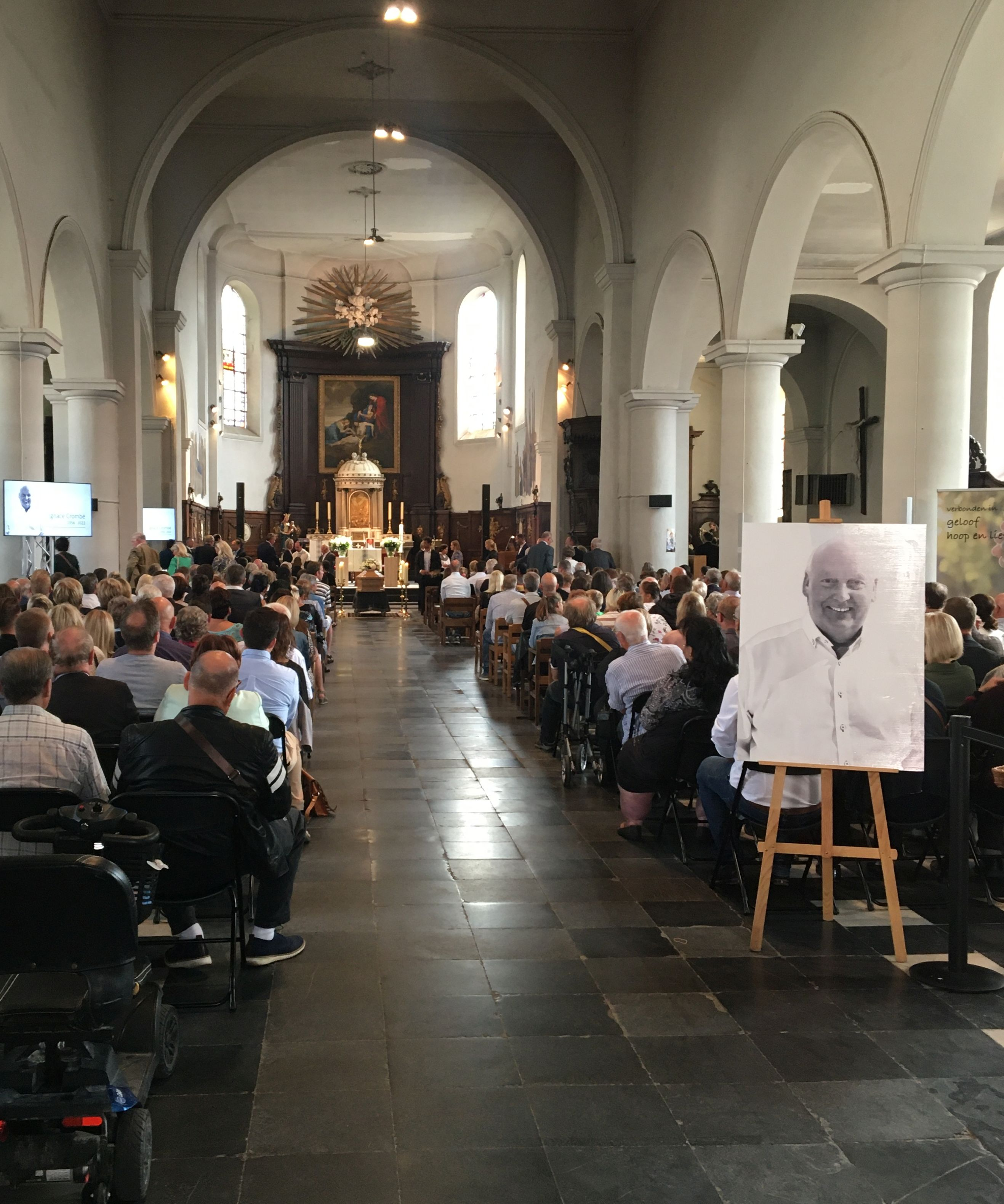
Uitvaart van Ignace Crombé in de Sint-Columbakerk in Deerlijk op 20 augustus 2022

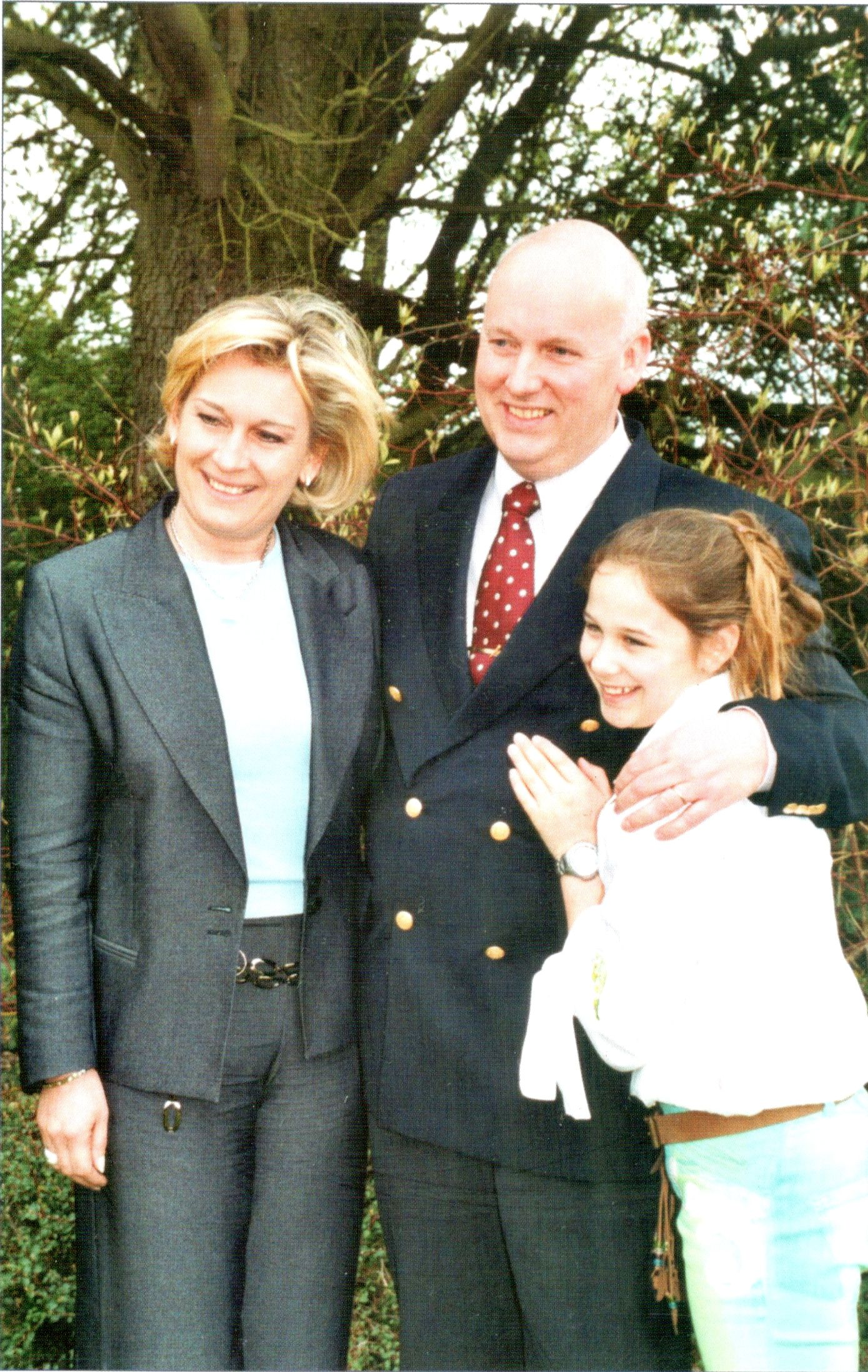
Het gezin Ignace Crombé, echtgenote Miriam Jacques en dochter Stéphanie in 2003

In 1984 stapte hij in het huwelijksbootje met Miriam Jacques (uit Wevelgem) en samen kregen ze een dochter Stéphanie. Ze woonden in Bissegem. Ze scheidden in 2008. In dat jaar kwam hij ook in het nieuws wegens een verduistering van 250.000 euro rond de Miss Belgian beauty-verkiezingen. In 2009 onthult Jacques de affaires van Crombé in een boek.
Nadien was hij zes jaar samen met zangeres Trisha (Patricia Govaerts) en ze kregen samen, in 2012, een dochter Axelle. Het koppel ging in 2015 uit elkaar. In zijn laatste levensjaren had hij nog Nathalie Vanderhaegen als vriendin.
In 2018 overwon Crombé prostaatkanker. In december 2021 werd bij hem pancreaskanker met uitzaaiingen vastgesteld. Op 9 augustus 2022 overleed hij aan de gevolgen daarvan.
De laatste twaalf jaar was de wijk Belgiek in Deerlijk zijn thuis. Hij is begraven op de begraafplaats Deerlijk Centrum, Blok H, rij 10, perceel 138.